# Osmel Sousa
Osmel Ricardo Sousa Mansilla (sinh ngày 26 tháng 9 năm 1946) là một doanh nhân cuộc thi sắc đẹp và là cựu chủ tịch của Tổ chức Hoa hậu Venezuela người Cuba.
Ông cũng từng là giám đốc nghệ thuật của các kênh Radio Caracas Television và Channel 8 của Venezuela, phụ trách việc thực hiện các thiết kế và bản vẽ quảng cáo. Nổi bật với sự xuất sắc của mình trong cả những cuộc thi hoa hậu và quảng cáo, ông được coi là huấn luyện viên giỏi nhất của các nữ hoàng sắc đẹp trên toàn thế giới và được quốc tế biết đến với cái tên The "Tsar" of Beauty, một cái tên được báo chí Venezuela đặt cho ông sau những thành công trong các cuộc thi sắc đẹp khác nhau trên thế giới.

## Tiểu sử
Osmel Sousa sinh ra ở Rodas, một thị trấn thuộc tỉnh Cienfuegos của Cuba. Khi ông mười ba tuổi, gia đình đã gửi ông đến sống với bà ngoại ở Maracaibo, Venezuela. Sau khi tốt nghiệp trung học, ông theo học tại công ty diễn xuất của Horacio Peterson, nhưng nhanh chóng nhận ra rằng ông không thích hợp để trở thành một diễn viên. Sau đó, ông đảm nhận công việc như một người soạn thảo quảng cáo và nhà thiết kế nghệ thuật cho hai đài truyền hình lớn ở Venezuela, VTV và đài truyền hình RCTV.

## Hoa hậu Venezuela

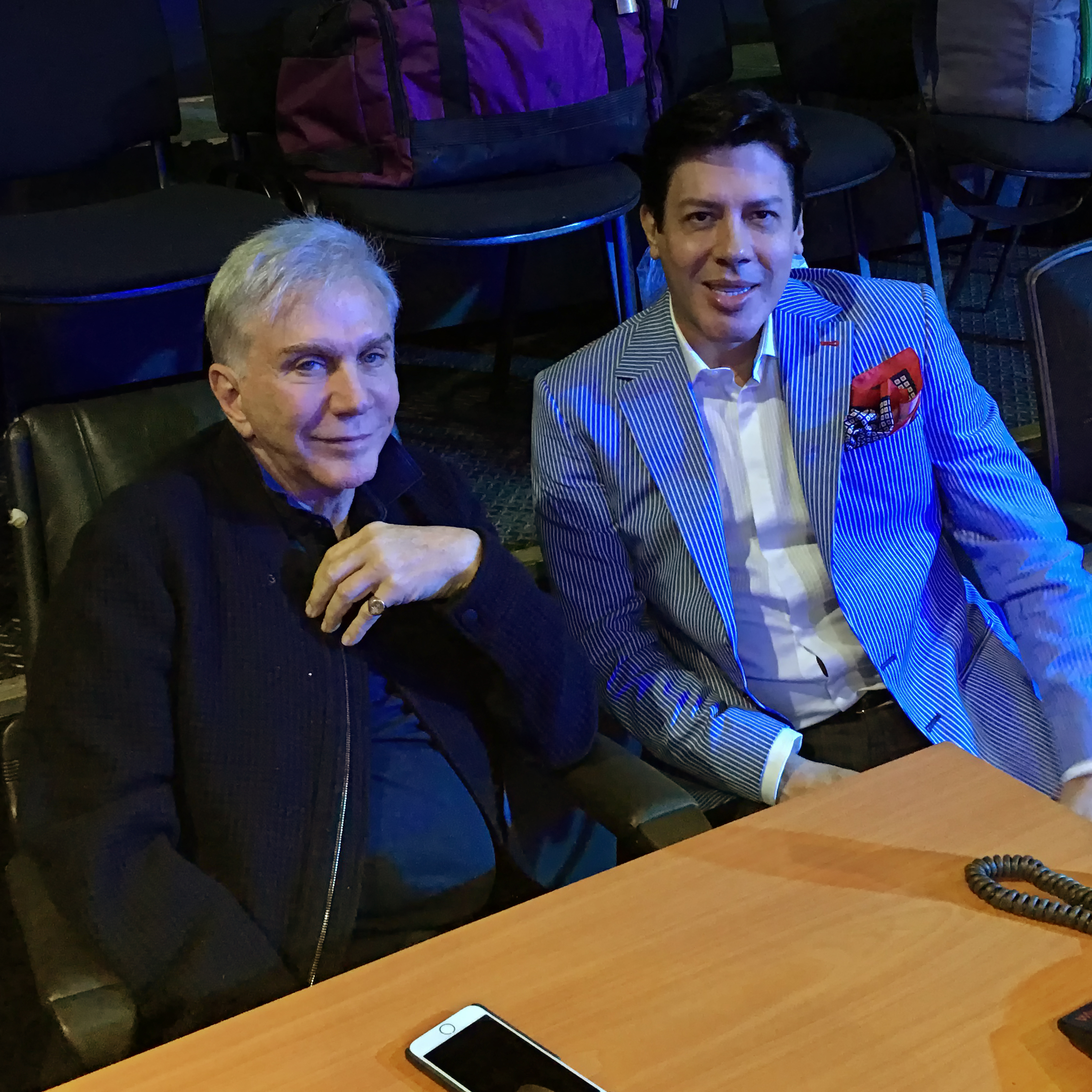
Osmel Sousa (trái) vào năm 2016

Năm 1969, Osmel Sousa đến làm việc cho công ty phụ trách tổ chức cuộc thi Hoa hậu Venezuela hàng năm. Ông được chỉ định làm việc với Ủy ban Sắc đẹp Venezuela. Sousa tiếp tục làm việc với ủy ban đó. Vào năm 1970, Ignacio Font Coll tái lập nó thành Cơ quan quảng cáo OPPA, tiền thân của Tổ chức Hoa hậu Venezuela.
Vào những năm 1970, Osmel Sousa đảm nhận công việc tư vấn cho các thí sinh được lựa chọn, nhiều người trong số họ đã giành được vương miện Hoa hậu Venezuela, đồng thời ông bắt đầu thiết kế dạ hội cho hầu hết các thí sinh. Thành công đầu tiên của ông là María Antonieta Cámpoli, người trở thành Hoa hậu Venezuela năm 1972, và tiếp tục là Á hậu 2 trong cuộc thi Hoa hậu Hoàn vũ. Tháng 10 năm 1981 Ignacio Font Coll qua đời và Osmel Sousa trở thành chủ tịch của Tổ chức Hoa hậu Venezuela. Trong suốt ba mươi năm sự nghiệp của mình, ông được coi là động lực thúc đẩy số lượng lớn các cô gái trẻ Venezuela trở thành Hoa hậu Thế giới, Hoa hậu Hoàn vũ, Hoa hậu Quốc tế và Hoa hậu Trái Đất. Cho đến nay, Venezuela đã có 7 Hoa hậu Hoàn vũ (1979, 1981, 1986, 1996, 2008, 2009, 2013), 6 Hoa hậu Thế giới (1981, 1984, 1991, 1995, 2011), 8 Hoa hậu Quốc tế (1985, 1997, 2000, 2003, 2006, 2010, 2015, 2018), 2 Hoa hậu Trái Đất (2005, 2013). Ngoài hàng trăm bảng xếp hạng và lọt vào vòng chung kết trong các cuộc thi quốc tế, trở thành cường quốc hoa hậu thành công nhất trong lịch sử.
Vào ngày 6 tháng 2 năm 2018, Sousa công khai tuyên bố nghỉ hưu từ tổ chức Hoa hậu Venezuela sau bốn mươi năm nhiệm kỳ.

## Nam vương Venezuela
Năm 1996, ông trở thành giám đốc nhượng quyền của Nam vương Venezuela, một cuộc thi chịu trách nhiệm lựa chọn đại diện Venezuela cho Nam vương Thế giới. Năm 1998, ông đã đạt được thành công đầu tiên trong cuộc thi sắc đẹp nam giới này, danh hiệu Nam Vương Thế giới đầu tiên cho Venezuela, đã giành chiến thắng bởi Sandro Finoglio.
Năm 1998, Ernesto Calzadilla giành chiến thắng trong cuộc thi và năm sau đó trở thành Manhunt International 1999, không có đại diện nào của Nam vương Venezuela đạt được chiến thắng khác trong một cuộc thi quốc tế cho đến năm 2017 khi Gabriel Correa trở thành Nam vương Siêu quốc gia.

## Hoa hậu Argentina và Hoa hậu Uruguay
Vào đầu tháng 7 năm 2019, Osmel Sousa thông báo trên mạng xã hội của mình rằng ông sẽ đảm nhận vị trí chỉ đạo cuộc thi Hoa hậu Hoàn vũ Argentina và Hoa hậu Hoàn vũ Uruguay.

## Tranh cãi
Trong những năm gần đây, Sousa đã vướng vào một số cuộc tranh cãi liên quan đến hôn nhân đồng giới ở Venezuela, khi nói rằng ông ấy không chỉ chống lại nó mà còn chống lại việc nhận con nuôi của các bậc cha mẹ đồng giới. Ông cũng từng nhiều lần cho biết mình bị cha mẹ ghẻ lạnh, và do đó bị gửi đến Venezuela khi mới chỉ là một thiếu niên, và thậm chí còn đưa ông vào điều trị nội tiết tố để khiến mình trở nên "nam tính" hơn do xu hướng tình dục của mình.
Ông đã nhiều lần đưa ra những nhận xét gây sốc, mà không bao giờ bị các tổ chức và kênh truyền hình phát sóng cuộc thi đặt câu hỏi. Năm 1997, ông tuyên bố: "Phụ nữ Venezuela da đen không đẹp lắm... Mũi của họ quá lớn - không ai có thể phẫu thuật cho họ! Đôi khi tôi chọn một cô gái da đen, nhưng cô ấy phải có những đặc điểm của một cô gái da trắng mới được sơn đen".
Một cuộc xung đột cũng đã diễn ra giữa ông và một số tổ chức nước ngoài (chủ yếu là châu Âu), đặc biệt là sự tham gia cuộc thi Hoa hậu Hoàn vũ năm 2014 của một phụ nữ Hà Lan gốc Somalia, cũng như vào năm 2015 của một phụ nữ Pháp gốc Bénin, cả hai đều kết thúc ở vị trí tốt hơn ứng cử viên của ông.
Cũng đã có một số cuộc tranh luận, thông qua các cuộc phẫu thuật thẩm mỹ của các ứng cử viên, người chiến thắng đã được đề nghị phẫu thuật thẩm mỹ hàng loạt để có một khuôn mặt và cơ thể "hoàn hảo".